# 克魯姆山
克魯姆山（英語：Crum Hill），海拔2,841英尺（866）。是一座位於美國麻薩諸塞州西南部的門羅鎮和佛羅里達鎮的山脈，是富蘭克林縣的最高點。作爲霍薩克山脈（西起位於北亞當斯正東端的霍薩克河谷）的一部分，其被一佛羅里達鎮登山者俱樂部維護的一小路穿過，他們亦在自己的網站上維護著一張與其相關的地圖。
雖然克魯姆山是伯克希爾山脈的最高點，但作爲塔科尼山脈的一部分的格雷洛克山（海拔3,491英尺（1,064））經常被誤認爲是伯克希爾山脈的最高點。
克魯姆山的頂峰位於富蘭克林縣的門羅鎮，亦是霍薩克風力發電項目的所在地。西側則位於伯克夏縣的佛羅里達鎮。北側與東側流入登巴爾溪，之後流入迪爾菲爾德河、康乃狄克河以及長島灣；西側流入冷河，之後流入迪爾菲爾德河；南側通過若干條小溪流入迪爾菲爾德河。